# Puissalicon
Puissalicon é uma comuna francesa na região administrativa de Occitânia, no departamento de Hérault. Estende-se por uma área de 13,05 km². Em 2010 a comuna tinha 1 369 habitantes (densidade: 104,9 hab./km²).